# Miloslav Fassati
Miloslav Fassati, křtěný Miloslav Ludvík (20. srpna 1887 Prostřední Nová Ves – 3. října 1962 Praha) byl český legionář, československý generál, chodec, šermíř a prezident Lehkoatletické unie.

## Životopis

### Původ
Narodil se učiteli Ludvíkovi Fassati a Ludmile, rozené Hrnčířové. Jeho otec patřil k posledním příslušníkům florentského rodu, kteří ještě ovládali italský jazyk. Fassatiovi přišli do Čech ze severní Itálie v 17. století. Jejich rod žil převážně v Praze, v 19. století lze jednu jeho větev vystopovat na Jičínsku, ve druhé polovině 20. století pak jinou na Královéhradecku. Miloslavův otec byl ředitelem škol a spravoval mj. známý vlašský sirotčinec. Byl předsedou sdružení Italů a italský král mu ve dvacátých letech udělil čestný titul „cavaliere“, který pak tvořil součást jeho jména. V počátcích své učitelské praxe byli společně se svou ženou zakladateli rodinné usedlosti v Lázních Bělohradě, která se od počátku 20. století stala tradičním místem setkání rodiny Fassati.

### Počátky vojenské kariéry
V letech 1898 až 1901 vystudoval nižší reálné gymnasium v Praze II s českým vyučovacím jazykem. Od září 1903 absolvoval Pěchotní kadetní školu v Praze (Infanteriekadettenschule Prag); jako kadet byl vyřazen 18. srpna 1907. Současně byl odveden a zařazen jako velitel čety do c. k. pěšího pluku č. 75, který byl v letech 1905 až 1909 kasernován v Praze. Dne 2. prosince 1908 byl Miloslavu Fassatimu udělen Vojenský jubilejní kříž 4. stupně (vyznamenání bylo udělováno u příležitosti šedesátého výročí nastoupení císaře Františka Josefa I. na trůn).
V průběhu tzv. Bosenské krize byl Miloslav Fassati od 6. prosince 1908 nasazen se svou jednotkou v posádce Zavidović.
Po částečném zklidnění v balkánském prostoru byla Fassatiho jednotka 20. dubna 1909 převelena zpět do Prahy. Od 1. března 1910 sloužil Miloslav Fassati v Jindřichově Hradci, který byl novým posádkovým městem jeho pluku. Dne 1. května 1910 byl povýšen do hodnosti poručíka. V následujících dvou letech sloužil postupně jako velitel čety a staniční důstojník, mobilizační referent u náhradního praporu, správce budov a správce posádkové nákupny. Od března do června 1912 absolvoval speciální šermířský kurz v Ústavu pro učitele šermu a tělocviku ve Vídeňském Novém Městě. Od 1. prosince 1912 sloužil jako zástupce velitele roty.
Po vypuknutí světové války byl od 1. srpna 1914 povýšen do hodnosti nadporučíka a jmenován velitelem pochodové roty. Od 28. října 1914 bojoval jako velitel polní roty a zástupce velitele praporu c. k. pěšího pluku 75 na ruské frontě.

### Československé legie
Dne 22. listopadu 1914 padl do ruského zajetí. Do května 1915 byl internován v obci Medvěženskaja u Omsku, poté v zajateckém táboře Petropavlovsk, od září 1917 v Usť-Kamenogorsku. V létě 1918 se přihlásil se do čs. legií, ale 28. srpna onemocněl při epidemii španělské chřipky a byl odeslán do čs. nemocnice v Omsku. Do stavu legií byl zapsán k 6. září 1918 jako řadový střelec, kmenově zařazen do mobilního oddílu II. střelecké divize. Po čtyřtýdenním pobytu v nemocnici byl přidělen ke strážní rotě. Ke dni 1. srpna 1919 byl Miloslav Fassati povýšen o dvě hodnosti a získal tak zpět hodnost nadporučíka, kterou získal při službě v rakouské armádě. Od 14. října byl ustanoven velitelem strážního oddílu pro ochranu zajateckého tábora ve vojenském městečku v Novonikolajevsku.
Dne 21. února 1919 dočasně odvelen ke štábu polských vojenských jednotek na Sibiři jako pobočník čs. vojenského přidělence kapitána Jiřího Sedmíka. Dne 24. dubna byl povýšen do hodnosti podporučíka[rozpor] a současně jmenován členem československo-polské vojensko-politické mise, která směřovala přes Spojené státy americké a Prahu do Varšavy. Úkolem mise, kterou vedl major Sedmík ve funkci vicekonzula, bylo informovat zahraniční úřady obou států o vzájemných vztazích mezi čsl. a polským vojskem na Sibiři. Miloslav Fassati byl do mise vybrán kvůli dobré znalosti cizích jazyků a výbornému společenskému vystupování. Během cesty se mise setkala v Chicagu s delegací čs. obchodní komory a zúčastnila se jejího jednání.

### První republika
17. září 1919 se vrátil do vlasti a nastoupil repatriační dovolenou. Od 26. listopadu byl zařazen u Kulturního odboru Vojenského velitelství Velké Prahy s úkolem doprovázet legionářské transporty po příjezdu na československé území.
Dne 1. ledna 1920 byl Miloslav Fassati povýšen do hodnosti kapitána. Od 20. ledna sloužil jako konceptní důstojník 1. oddělení (organizačního) Hlavního štábu v Praze. Kmenově byl kpt. Fassati veden jako nadpočetný důstojník jindřichohradeckého pěšího pluku 29, který vznikl přejmenováním domácího pluku 75, u kterého sloužil před válkou. Od 2. prosince 1921 povýšen do hodnosti štábního kapitána.
Od 3. listopadu 1922 do 30. července 1923 frekventantem II. ročníku (Maršála Foche) Válečné školy v Praze, poté vykonal od 14. srpna do 9. září zkušební praxi u zbraní 1. jezdecké brigády v Milovicích. Dne 3. listopadu 1923 nastoupil ke studiu III. ročníku (Jana Žižky z Trocnova) Válečné školy. Po úspěšném zakončení dvouletého vojenského studia absolvoval v srpnu 1924 odbornou stáž ve Francii a v září byl přeřazen od pěchoty do stavovské skupiny generálního štábu. Od 1. října 1924 byl zařazen jako důstojník II. oddělení štábu ZVV Zemského vojenského velitelství v Praze. Od října do listopadu 1924 byl externím učitelem na telegrafním učilišti v Kutné Hoře, kde přednášel nauku o terénu a vojenském zeměpise; od 28. října v hodnosti majora generálního štábu. Dne 1. června 1925 byl jmenován přednostou 1. oddělení štábu Zemského vojenského velitelství v Praze. Od 1. března do 26. června 1926 byl zástupcem podnáčelníka štábu ZVV Praha. Od 1. října 1926 byl ustanoven náčelníkem štábu 3. divize v Litoměřicích. Dne 14. prosince 1927 byl povýšen do hodnosti podplukovníka generálního štábu.

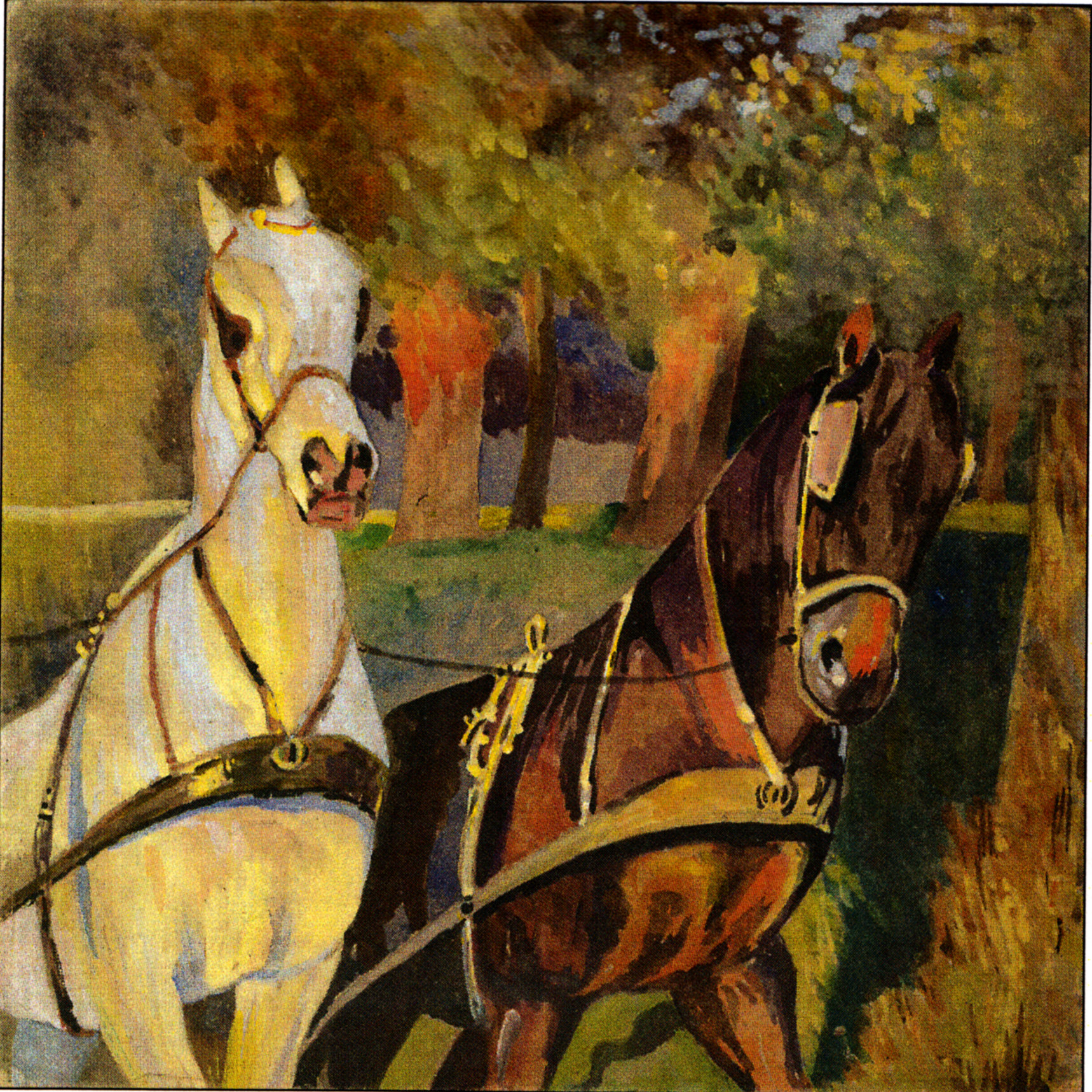
Ukázka z tvorby Miloslava Fassatiho

Od 1. října 1929 byl převelen do Popradu a jmenován zatímním velitelem Horského praporu 7; při pobytu na Slovensku bydlel odloučeně od rodiny, která zůstala v Čechách. Dne 28. února 1930 byl ve funkci velitele praporu potvrzen. V průběhu května absolvoval Spojovací kurz důstojníků generálního štábu ve Vojenském telegrafním učilišti v Turnově s výtečným prospěchem; dokázal přijmout 30 morseových značek za minutu. Následující měsíc absolvoval Informační automobilní kurz pro důstojníky generálního štábu ve Čtyřech Dvorech. Od 30. června byl administrativně přemístěn do kmenového počtu ZVV Praha s určením pro zařazení do Válečné školy – do 30. září ale zůstával v místě dosavadního služebního zařazení. Od 1. října 1930 do 30. září 1932 pak byl trvale přidělen jako profesor taktiky pěchoty Válečné školy při Zemském vojenském velitelství Praha (od 13. listopadu 1930 jako plukovník generálního štábu).
Od 15. října 1932 byl ustanoven zatímním velitelem Pěšího pluku 42 v Terezíně, kde bydlel opět odloučeně od rodiny. Dne 1. ledna 1933 byl ve funkci potvrzen. Ve Fassatiho pravidelném hodnocení vyhotoveném 21. září 1933 v Terezíně velitel 5. pěší divize brig. gen. Bohumil Rytíř uvedl: „Jeho výchovná činnost v důstojnickém sboru byla úspěšná, vůči podřízeným jednotkám se vždy výborně prezentoval. [...] Velmi způsobilý zastávati odpovědné místo náčelníka štábu zemského vojenského velitelství neb jinou důležitou štábní funkci.“ Po více než roční praxi v plukovním velení byl plk. gen. štábu Fassati od 1. ledna 1934 jmenován náčelníkem štábu Zemského vojenského velitelství v Brně. Od 15. října do 24. listopadu 1934 absolvoval Informační kurz obrany proti letadlům v Praze. Od 21. ledna do 12. července 1935 absolvoval v Praze Kurz pro vyšší velitele s velmi dobrým hodnocením. Úkolem tohoto kurzu bylo připravit frekventanty pro funkci velitele vyšší jednotky; jeho absolvování bylo nezbytnou podmínkou pro povýšení do hodnosti generála. Velitel kurzu divizní generál František Hrabčík ve Fassatiho hodnocení uvedl:
„Ryzí povaha, mírný až nesmělý. Velmi dobré vědomosti všeobecné i vojenské. Pracuje samostatně. Důkladnost v úvahách a práci.“

Po krátké dovolené převzal plk. gšt. Fassati od 1. srpna opět štábní velení na ZVV v Brně. Od 15. října 1935 byl jmenován zatímním velitelem Pěší brigády 6 v Mladé Boleslavi. Za dvouleté výborné služby ve funkci náčelníka štábu ZVV Brno obdržel plk. gšt. Fassati Pochvalné uznání. Dne 1. ledna 1937 byl povýšen do hodnosti brigádního generála a definitivně potvrzen ve funkci velitele brigády. V hodnocení za rok 1937 velitel 3. divize div. gen. František Melichar uvedl:
„Silně vyvinutý smysl pro povinnost a zodpovědnost. Samostatný a schopný iniciativního jednání. Ve službě přesný, ukázněný, taktní a velmi společenský. Rád se účastní spolkového života důstojníků i občanstva. Je vážné, jemné až dobrácké povahy, velmi skromný. Přes to všechno je schopen uhájiti si své přesvědčení proti komukoliv. Má rychlý postřeh a je schopen bystrého úsudku i jednání.“

Velitel I. sboru div. gen. Josef Váňa k tomu doplnil:
„Velmi inteligentní důstojník. Má velké schopnosti pedagogické a dobré vědomosti teoretické. Pro vyšší funkci je způsobilý.“

Od 1. ledna 1938 byl gen. Fassati převelen do Prahy a ustanoven zástupcem velitele 1. divize brig. gen. Cyrila Langra. Kromě běžných povinností spojených s řízením vyšší jednotky byli velitel 1. divize i jeho zástupce od března zapojeni do programu opevňování Československa, který započal již v roce 1935. V opevňovacím plánu na rok 1938 byl požadavek na opevnění toku Vltavy.
Projektované stavby lehkého opevnění byly v roce 1938 rozdělovány v rámci jednotlivých armádních sborů na několik oblastí, pod které spadalo několik stavebních úseků.  Úseky 131, 133, 135, 137 a 139 byly přiděleny do kompetence TD 130 gen. Fassatiho.  Od 25. července navíc zastupoval ve funkci TD 120 generála Langra, který onemocněl. V srpnu 1938 byl generál Fassati pověřen taktickým dozorem nad dalším, nově projektovaným úsekem 114, spojujícím postavení na Ohři s tzv. Mimoňskou příčkou. Plánovaná trasa úseku Roudnice n. Labem – Liběchov měla kopírovat levý břehu Labe. Po dokončení betonáží ve stavebně nejpokročilejším vltavském úseku 131 byl jeho dosavadní velitel VSD ppor. Malát 22. srpna převelen do Roudnice, kde pod vedením gen. Fassatiho 18. září dokončil podrobnou dokumentaci trasy úseku 114.
Po vyhlášení mobilizace 23. září 1938 byl gen. Fassati určen velitelem 18. divize.  Operační prostor divize byl původně určen na Českomoravské vrchovině, ale po změně nástupového plánu se její jednotky po mobilizačním zformování přesouvaly do prostoru severozápadně od Kladna na ose Motyčín–Pchery–Zákolany. Zde bylo pro 18. divizi uvnitř perimetru tzv. Pražské čáry (112 km dlouhá pevnostní linie na obranu hlavního města) určeno vyčkávací postavení pro manévrovací boj. Z místa soustředění mohla být divize buď pružně vysunuta k posílení obrany 2. pevnostního pásma na řekách Blšance a Ohři, nebo nastoupit k obraně v jakékoliv části pražského předmostí. Kromě pěších pluků 55, 78 a 88 byla divize tvořena dělostřeleckým plukem 18, smíšeným přezvědným oddílem 18 s četou lehkých tanků, ženijní rotou 18 a telegrafním praporem 18.  Stanoviště velitelství Fassatiho divize bylo v Buštěhradě. Ve válečné kvalifikační listině ohodnotil zemský velitel arm. gen. Vojcechovský velitele 18. divize strohým konstatováním: „Osvědčil se velmi dobře.“
Po dokončení demobilizace 18. divize nastoupil gen. Fassati v říjnu 1938 opět funkci zástupce velitele 1. divize. Vláda tzv. 2. republiky z pochopitelných důvodů 28. října 1938 upustila od plánovaných velkolepých oslav 20. výročí vyhlášení ČSR. Vedení MNO však stačilo v květnu s předstihem vydat výpravnou publikaci „Dvacet let československé armády v osvobozeném státě.“ Byla vypracována péčí Památníku osvobození, Vojenského ústavu vědeckého a Svazu čs. důstojnictva v Praze za redakčního vedení generálů Fassatiho, Bláhy a Medka. Reprezentační dílo o historii a vývoji čs. armády, které mělo posílit občanské uvědomění v době ohrožení republiky, výtvarně zpracovali Ladislav Sutnar a legionářský malíř pplk. Ota Matoušek. Autorem 72 hlubotiskově reprodukovaných celostranových fotografií výzbroje a výcviku čs. armády byl škpt. koncipient Jiří Jeníček, rovněž uznávaný fotograf.
Na konci roku 1938 byl gen. Fassati pověřen řízením delimitačních prací na hranicích odstoupeného území a stykem s okupační armádou v Českých Budějovicích.

### Německá okupace
Okupace zbytku republiky 15. března 1939 učinila funkci pověřeného generála bezpředmětnou. Při formování vojenské odbojové organizace Obrana národa se gen. Fassati dostal do kontaktu s jejími představiteli a po dohodě s nimi[kdo?][zdroj?] se rozhodl přijmout nabídku služby v nově formovaném Vládním vojsku. 
Při likvidaci bývalé čs. armády byl gen. Fassati dnem 30. června 1939 z jejího svazku propuštěn a podle vládního nařízení z 6. června o zaopatření zaměstnanců vojenské správy současně převeden do počtu Vládního vojska. Od 1. července 1939 se stal jako důstojník v hodnosti generála III. třídy II. zástupcem generálního inspektora Vládního vojska. Generální inspektor vládního vojska Eminger se radil se svými zástupci, jak nejlépe obejít či splnit s nejmenší újmou nepříjemné příkazy okupantů. Též navštěvoval týdně se svými zástupci předsedu vlády Eliáše, který měl v Emingera důvěru.
Činnost generála Fassatiho na generálním inspektorátu byla hlavně organizační a reprezentační; např. 23. ledna 1940 byl zástupcem Vládního vojska na koncertu Berlínského komorního orchestru ve Smetanově síni pražského Obecního domu. V červnu 1941 pak jako znalec vážné hudby organizoval dva koncerty 167členného orchestru Vládního vojska ke 100. výročí narození Antonína Dvořáka. Koncerty s vlasteneckým podtextem tehdy v areálu pražského Výstaviště navštívilo celkem 17 000 diváků.
Generál Fassati byl pravidelně členem delegací Vládního vojska při novoročních audiencích u prezidenta Dr. Háchy, ale měl i smutnější povinnosti při posledních rozloučeních se zesnulými příslušníky vojska. Například 24. května 1940 zastupoval v pardubickém krematoriu velení Vládního vojska na pohřbu rtm. Viktora Poláka, který byl zachycen lokomotivou při výkonu železniční strážní služby. V hodnocení gen. Fassatiho za rok 1941 generální inspektor Vládního vojska gen. I. třídy Jaroslav Eminger uvedl: „Velmi svědomitý a službě oddaný. Rozvážný, ukázněný. Je iniciativní a má smysl pro spravedlnost. Uhlazeného a ušlechtilého chování. Výtečný kamarád. Je velmi nadán, má výbornou paměť a rychlý postřeh. Jeho všeobecné vzdělání je daleko nadprůměrné.“ Po dosažení příslušného počtu služebních let byl čtyřiapadesátiletý gen. Fassati dnem 1. dubna 1942 přeložen do výslužby. Současně mu bylo vysloveno Pochvalné uznání I. stupně jako ocenění význačných zásluh o Vládní vojsko, jemuž se „...jako jeden z jeho prvních příslušníků s plným zájmem a neobyčejným úspěchem věnoval,“ a byl mu věnován kordík jako znak tohoto uznání.

### Po druhé světové válce
Po osvobození v roce 1945 si podal Miloslav Fassati žádost o přijetí do činné služby, které však vojenská přijímací komise zamítla. Nastupující komunistická moc neměla zájem na přijímání legionářských důstojníků. Gen. Fassati podal proti zamítavému stanovisku odvolání, kterému Odvolací komise při MNO 20. ledna 1947 vyhověla. Na základě závěru Odvolací komise ministr národní obrany Ludvík Svoboda rozhodl odvolání gen. Fassatiho vyhovět, k 30. dubnu povolat formálně do armády, ale vzhledem k věku ho současně od 1. května 1947 přeložit do výslužby.
Miloslav Fassati zemřel 3. října 1962 v Praze; pohřben byl v rodinné hrobce na Olšanských hřbitovech, kde jsou uloženy ostatky několika generací jeho předků.

### Sport a kulturní zájmy
Miloslav Fassati se od mládí přátelil s F. X. Šaldou, za první republiky spolupracoval např. s fotografem Jiřím Jeníčkem nebo grafikem Ladislavem Sutnarem. Od Francouzské republiky obdržel roku 1933 rytířský řád Francouzské čestné legie.
Již za okupace se Miloslav Fassati věnoval podpoře a rozvoji sportu, když se stal místopředsedou atletického oddělení Sparty Praha. Po válce se pak stal významným sportovním činovníkem v celorepublikovém měřítku. V roce 1946 byl zvolen předsedou Čs. atletické amatérské unie (ČSAAU). Opakovaně byl do této funkce zvolen v březnu 1947 a únoru 1948; atletické unii předsedal až do června 1948. V následujícím období byl do roku 1949 místopředsedou. Později působil v propagačně-výchovné komisi, v komisi sportovně-technické (STK), v komisích chodecké a maratónské.  Středisko pak bylo založeno v Nymburku. V roce 1954 vydalo Sportovní a turistické nakladatelství (STN) publikaci M. Fassatiho s názvem Chodecký sport, pojednávající o základech techniky chůze a běhu, o technickém výcviku, tréninku, rozcvičení a taktice při závodech a rovněž o rozvoji chodeckého sportu v ČSR i v zahraničí. V letech 1957 až 1962 byl Miloslav Fassati členem redakční rady časopisu Lehká atletika. V roce 1958 vedl autorský kolektiv, který připravil pro STN publikaci Běhy mimo dráhu. V odborné příručce byly shrnuty zkušenosti sportovce, lékaře a trenéra s organizací vytrvalých běhů – přespolního, silničního a maratónského.
Generál Miloslav Fassati se také aktivně věnoval malování. V jeho tvorbě převažovala zejména krajina a portrét.

### Rodinný život
Dne 29. prosince 1919 se npor. Fassati oženil s Augustou Wimmerovou, profesorkou operního zpěvu na pražské konzervatoři. Po uzavření sňatku se věnovala soukromé výuce zpěvu. Mezi její žáky patřila např. sopranistka Marie Podvalová, Eva Miková nebo barytonista Rudolf Jedlička. Augusta Fassatiová měla bohaté styky v rámci pražské kulturní scény, mezi rodinné přátele patřili např. Max Švabinský, Vladislav Vančura a další.
Prvorozený syn Miloš, který se manželům Fassatiovým narodil v lednu 1921, se od mládí aktivně věnoval atletice; v roce 1939 se stal přeborníkem dorostu v běhu na 60 m. Později[kdy?] studoval biochemii a biologii, po většinu života pak přednášel na lékařské fakultě Univerzity Karlovy, kde se také věnoval výzkumné práci. Navazoval na aktivity svého otce, se kterým z počátku spolupracoval a později[kdy?] vykonával zejména funkce v rámci antidopingové komise, což souviselo s jeho biochemickou univerzitní profesí.
Druhorozený syn Pavel přišel na svět v srpnu 1931. Později vystudoval medicínu a po většinu života vykonával funkci primáře biochemické laboratoře Nemocnice s poliklinikou v pražských Vysočanech.

## Vyznamenání[8]
| Medaile vítězství                       | Československá medaile Vítězství        |
| Československá revoluční medaile        | Československá revoluční medaile        |
| Řád čestné legie, IV. třídy – důstojník | Řád čestné legie, IV. třídy – důstojník |

## Publikační činnost
- Bláha, Fassati, Medek (ed): Dvacet let československé armády v osvobozeném státě, Praha, 1938
- Fassati, Miloslav: Chodecký sport, STN, Praha, 1954
- Fassati, Miloslav (ed): Běhy mimo dráhu, STN, Praha, 1958